# مکیتریک (میزوری)
مکیتریک (به انگلیسی: McKittrick) یک شهر در ایالات متحده آمریکا است که در شهرستان مونتگومری، میزوری واقع شده‌است. مکیتریک ۰٫۲۳ کیلومتر مربع مساحت و ۶۱ نفر جمعیت دارد و ۱۵۸ متر بالاتر از سطح دریا واقع شده‌است.